# EU-FIRE Kft.
Az EU-FIRE Kft. az ingatlanfejlesztések mellett a geotermikus energiaforrások fejlesztésének szakértőjeként stabil és eredményes magyar tulajdonú társaság, amely meghatározó szereplő a magyar környezetbarát ingatlanfejlesztések és beruházások piacán. Egyik legfontosabb mozgatóereje az innováció.

## A cég története
Az EU-FIRE Kft-t 2001-ben alapították tulajdonosai. 2007-ig több jelentős ingatlanfejlesztési projektben vett részt, amelyekben tervezési és fővállalkozói feladatokat végzett. Jelenlegi nevét 2007-ben kapta, azóta is EU-FIRE Ingatlanfejlesztő és Tanácsadó Kft-ként (Finance, Investment & Renewable Energy) működik.
Az EU-FIRE Kft. 2006-ban külön divíziót alapított, amely kifejezetten a geotermikus projekt technológiák szakmai kérdéseivel, a geotermikus projektek műszaki, jogi és pénzügyi megvalósíthatóságával foglalkozik. Ezenkívül az érintett hatóságokkal, szakértőkkel, önkormányzatokkal, befektetőkkel és más finanszírozókkal való kommunikációért felelős. Célkitűzése, hogy a geotermikus energia által kínált lehetőségeket kihasználva környezetbarát energiaforrás felhasználását biztosítsa Magyarországon. A geotermikus projektek finanszírozása érdekében kapcsolatban áll hazai és nemzetközi bankokkal, befektetőkkel, kockázati alapokkal. Ugyancsak jelentős tapasztalatokkal rendelkezik a projektekre nyújtható állami és európai uniós pályázatok előkészítésében és sikeres felhasználásában, melyet a beruházásaikhoz eddig elnyert több milliárd forintos pályázati forrás igazol.
A környezetbarát energiaforrások fontosságát és kiemelkedő szerepét felismerve a társaság szakértő csapata a magyarországi geotermikus energiakutatások és felmérések aktív szereplője, élenjáró képviselője. Bízik abban, hogy eredményei elősegítik a magyarországi geotermikus energiaforrások használatának mielőbbi elterjedését.

## Célkitűzések
A magyar és nemzetközi gazdaság szereplőjeként az EU-FIRE Kft. célja olyan tevékenységekben való részvétel, amelyek társadalmi, nemzetgazdasági és globális szerepvállalásról tanúskodnak. Küldetése, hogy elérhető geotermikus energiát biztosítson egy-egy város vagy közösség számára és ezzel lehetővé tegye számukra, hogy olcsóbban jussanak hozzá az energiához. Mindez hozzájárulhat az energiafüggőség mérsékléséhez, a megújuló energia pedig csökkenti a társadalom ökológiai lábnyomát és ezzel óvja bolygónk jövőjét.